# Cylindropuntia thurberi subsp. versicolor
Cylindropuntia thurberi subsp. versicolor, conocido comúnmnete como cholla versicolor, es una subespecie de planta suculenta perteneciente al género Cylindropuntia, dentro de la familia Cactaceae. Es una subespecie de Cylindropuntia thurberi y se distribuye desde Arizona (Estados Unidos) hasta el norte de México (concretamente en el norte de Baja California, Sonora y Chihuahua).

## Descripción
Cylindropuntia thurberi subsp. versicolor es una subespecie de cactus que crece como un arbusto con ramas abiertas y de ángulos agudos, alcanzando alturas de hasta 2 m. Los tallos son erectos, articulados y están formados por segmentos delgados. Cada uno de ellos mide de 4 a 18 cm de largo y de 1 a 2 cm de diámetro. Son de forma cilíndrica, presentan tubérculos alargados que sobresalen y tienen la epidermis de color morado verdoso a violeta.

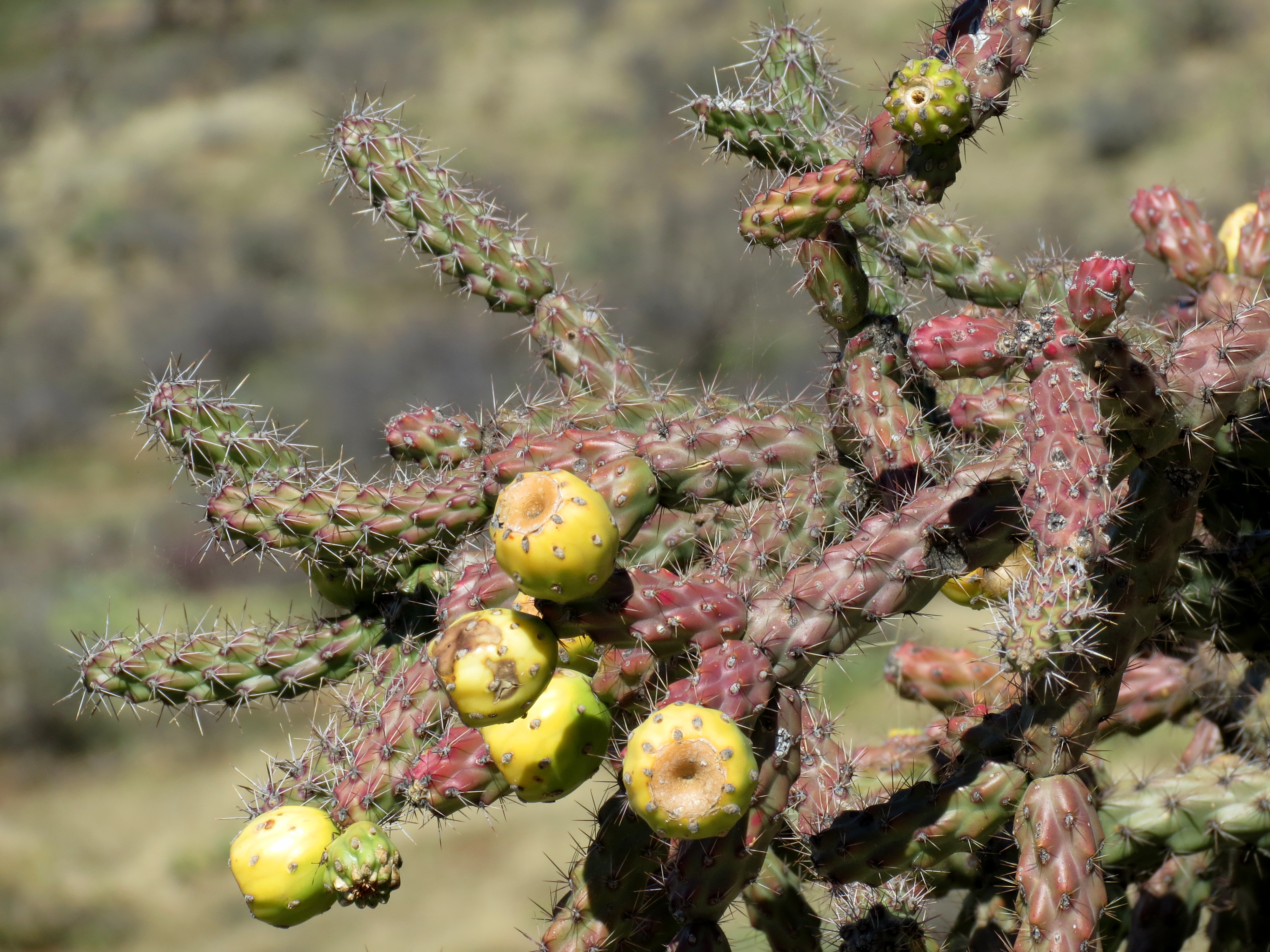
Detalle de sus tallos y frutos

Sobre los tallos se asientan areolas lanudas redondeadas de color canela a marrón, que se vuelven grises con la edad. Poseen gloquidios de color amarillo oscuro de hasta 1 mm de largo. También tienen de 6 a 8 espinas ligeramente entrecruzadas y están cubiertas por una vaina epidérmica de color amarillo a marrón que parece de papel. Están presentes en todas las areolas, son cortas, doradas y algo parecidas a cerdas. De entre ellas, las espinas superiores son verticales o extendidas, de color marrón rojizo y miden de 0,6 a 1,1 cm de largo. Las espinas basales en cambio, son curvadas y ligeramente aplanadas. Son de color blanquecino a marrón rojizo y alcanzan una longitud de 1 a 1,8 cm.

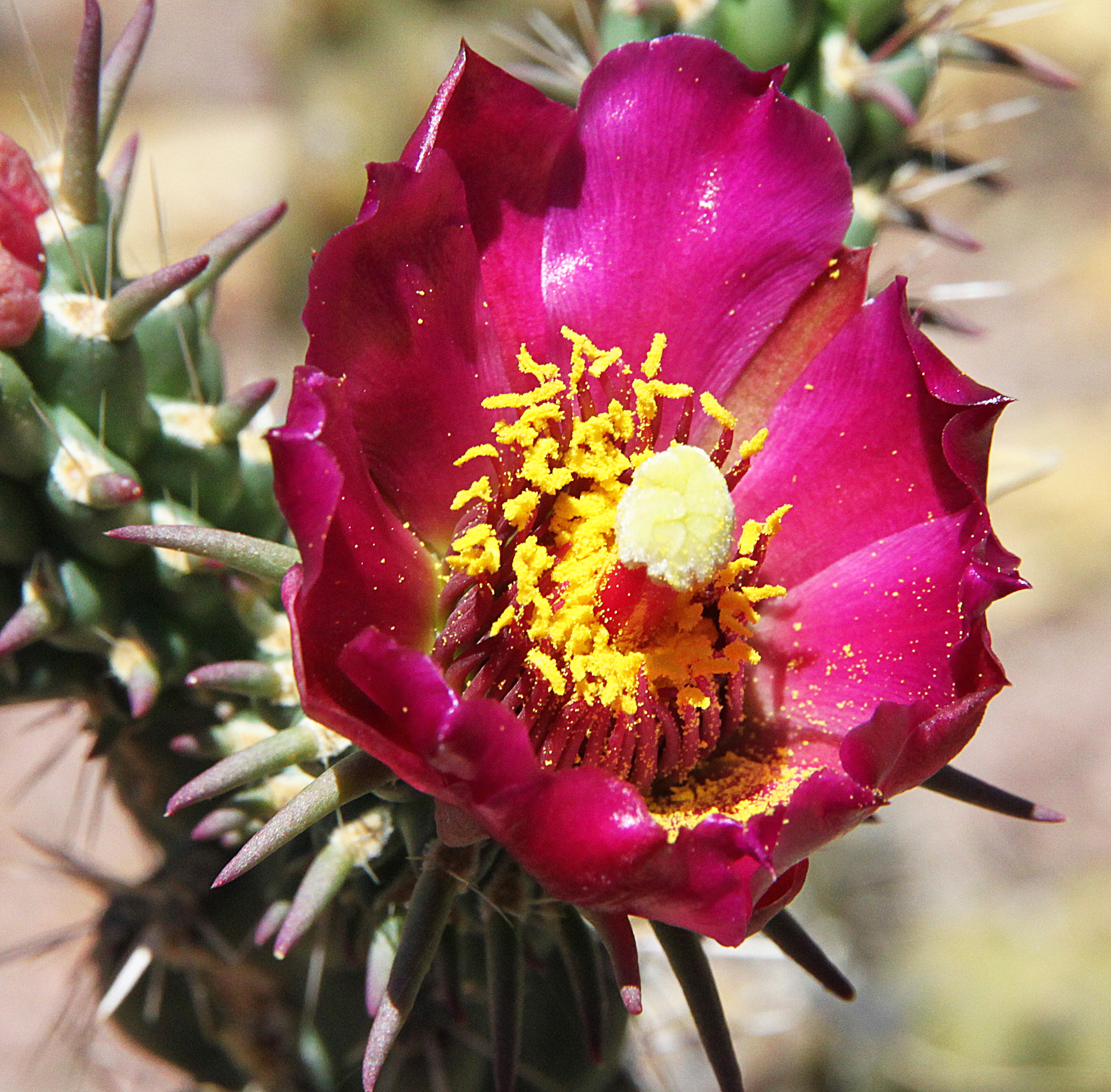
Detalle de la flor

Las flores son de color verde amarillento, amarillo, bronce, rojo, rosa o magenta, se abren durante el día (diurnas) y son polinizadas por abejas. Los frutos son obovados y de color verde amarillento, aunque a menudo aparecen teñidos de rojo o púrpura. Son carnosos, coriáceos y miden de 2,5 a 4 cm de largo, con un diámetro de 1 a 2 cm.

## Distribución y hábitat
El área de distribución nativa de esta subespecie abarca desde Arizona (Estados Unidos) hasta el norte de México (concretamente en el norte de Baja California, Sonora y Chihuahua) y crece principalmente en biomas desérticos o de matorrales secos. 

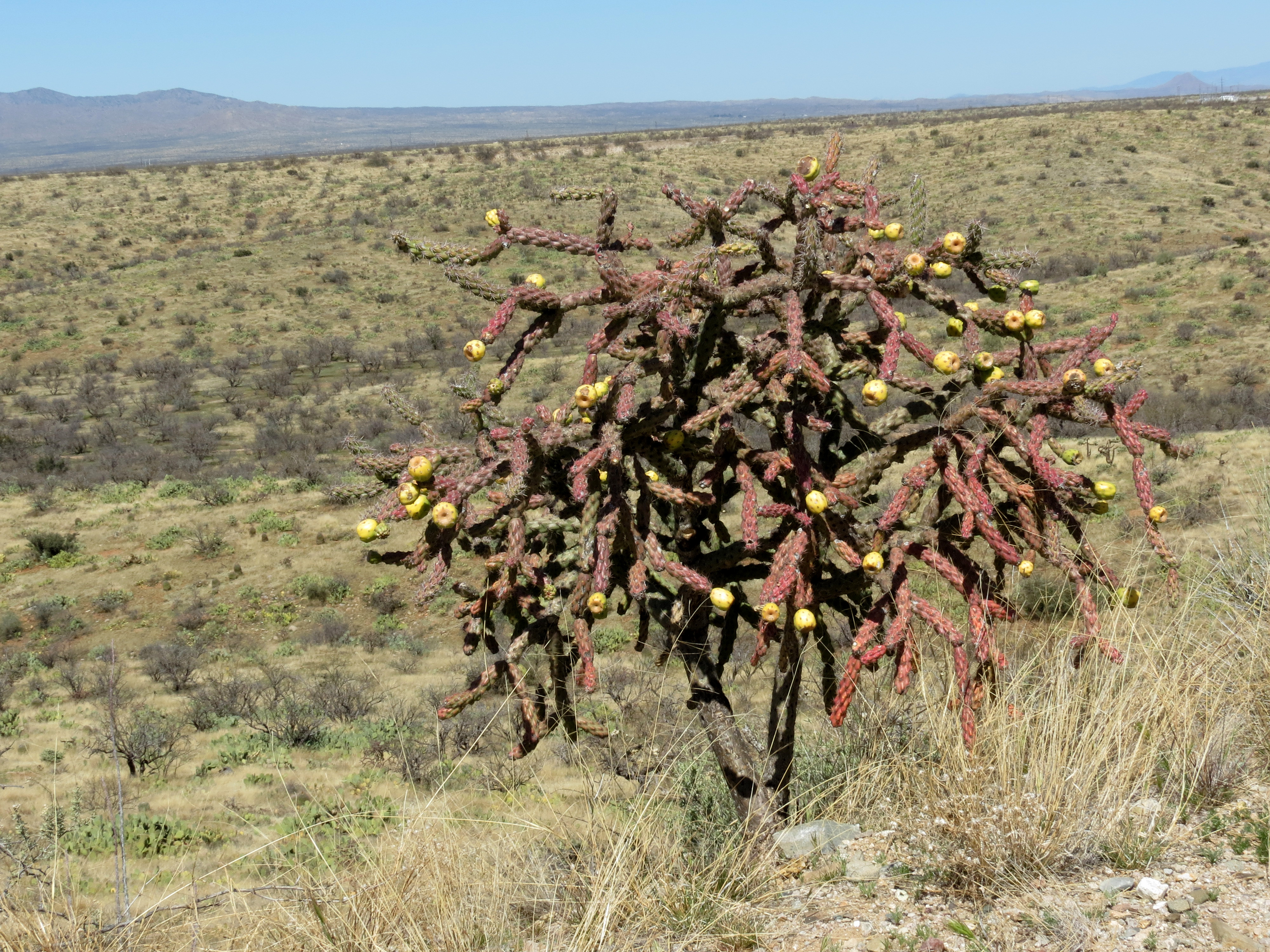
En su hábitat

Habita en planicies, cauces, laderas rocosas y cañones, a elevaciones de 300 a 1300 metros de altitud.

## Taxonomía
La primera descripción de esta subespecie fue como Opuntia versicolor, publicada en 1896 por los botánicos George Engelmann y John Merle Coulter en la revista científica Contributions from the United States National Herbarium 3: 452.
Posteriormente, el botánico estadounidense Marc A. Baker colocó la especie como una subespecie Cylindropuntia thurberi, pasando a llamarse Cylindropuntia thurberi subsp. versicolor y anotando estos cambios en la revista científica Madroño 66: 95 en el año 2019.
Etimología
- Cylindropuntia: nombre genérico formado por dos palabras: el sustantivo griego kýlindros (que significa 'cilindro') y el género Opuntia, (con el que el género tiene similitudes), haciendo referencia a la forma cilíndrica de los tallos de las plantas.
- californica: epíteto geográfico que hace referencia a la presencia de la especie en California (Estados Unidos).
- versicolor: espíteto específico latino que significa 'colorido?, haciendo referencia a los diferentes colores que poseen sus espinas. [7]

## Estado de conservación
En la Lista Roja de Especies Amenazadas de la UICN, la subespecie Cylindropuntia thurberi subsp. versicolor está clasificada como de “Preocupación Menor (LC)” y no se conocen amenazas importantes para la conservación de esta subespecie.

## Importancia económica y cultural

### Uso alimenticio

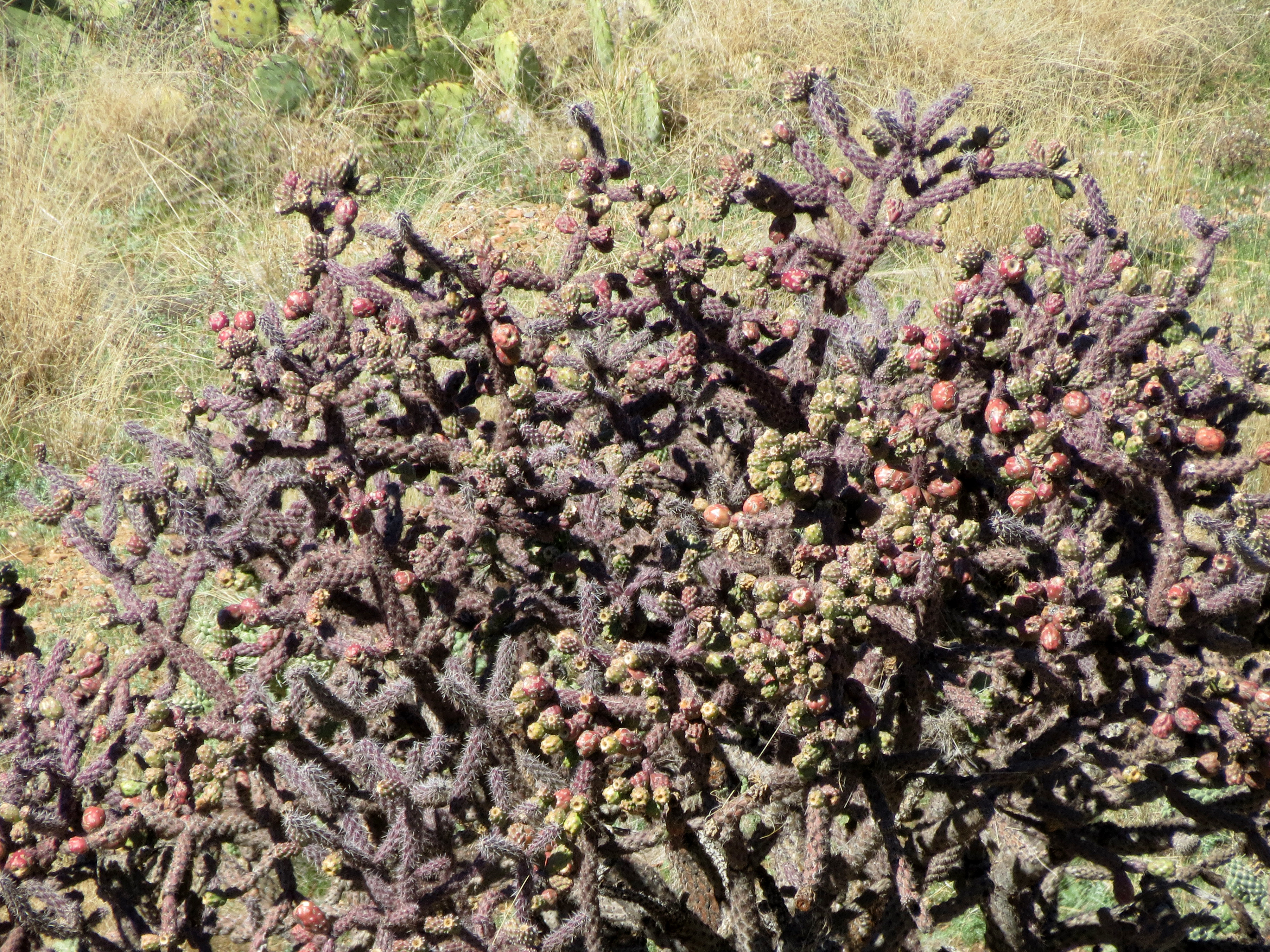
Planta repleta de frutos

Se ha documentado que los Guarijíos, un grupo indígena de México, comían sus tallos y frutos. Además, en la temporada seca se suele alimentar con ella al ganado.

### Uso medicinal
Tradicionalmente, esta subespecie se utiliza en la medicina popular como planta medicinal. Se emplea como antidiarreico y para aliviar dolores estomacales, utilizando el fruto asado, cortado y consumido con agua. Asimismo, los brotes tiernos macerados en agua se ingieren para tratar el estreñimiento y la amibiasis.

### Uso ornamental
La subespecie se cultiva principalmente como planta ornamental y su propagación se realiza principalmente a través de esquejes. Para ello, se cortan los segmentos de los tallos (cladodios) y se dejan unos días en un lugar sombrío para que cicatricen adecuadamente. Luego se siembran en suelos con buen drenaje.